# أغاني أندية الرقص
تصنيف أغاني أندية الرقص (بالإنجليزية: Dance Club 
```
Songs Charts

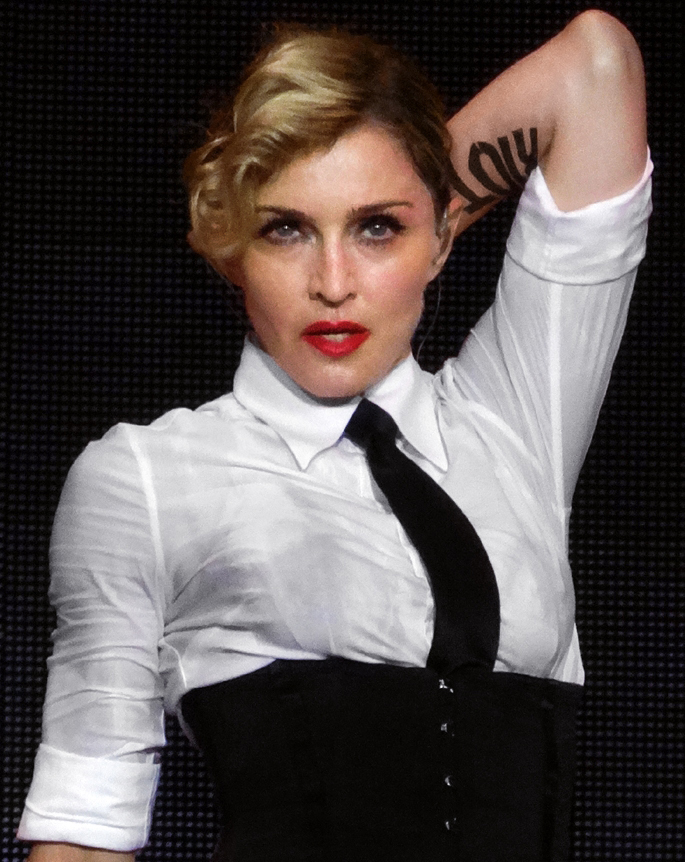

)‏ هو تصنيف أسبوعي للأغاني يتم نشره حصريًا بواسطة 
بيلبورد
 بالولايات المتحدة. وهو بمثابة مسح وطني للأغاني الأكثر شعبية في 
النوادي الليلية
 في جميع أنحاء 
الولايات المتحدة
 والتي يتم تجميعها عبر مجموعة من التقارير والعينات من أغاني الفنانين 
ودي جي
.
[
1
]
 تم إطلاقه في البداية تحت مسمى تصنيف أفضل 30 أغنية دي جي في 28 أغسطس 1976، وأصبح أول مخطط لبيلبورد يوثق شعبية 
موسيقى الرقص
.
[
2
]
 منذ نشأتها وضع العديد من الفنانين تسجيلاتهم صلب التصنيف وحصلوا على إنجازات متعددة. في يناير 2017 أعلنت بيلبورد عن أن 
مادونا
 هي الفنانة الأكثر نجاحًا في تاريخ المخطط لتحتل المرتبة الأولى في قائمتها لأفضل 100 فنان رقص على الإطلاق تلتها 
جانيت جاكسون
 كثاني أكثر فنانات نادي الرقص نجاحًا على الإطلاق، مادونا تحتفظ بسجل لأكثر الأغاني التي إحتلت رقم واحدًا حيث حصلت على 46 أغنية.
[
3
]
 
كاتي بيري
 تحمل الرقم القياسي بثمانية عشر أغنية متتالية جاءت في المركز الأول. أصبح ألبوم استوديو بيري الثالث، Teenage Dream، الألبوم الأول في تاريخ المخطط الذي ينتج ما لا يقل عن سبع أغنيات جتءت كلها في المركز الأول بين 2010-12. وهو رقم قياسي احتفظت به فقط حتى صدر ألبوم 
ريهانا
 الثامن Anti التي جتءت سبعة أغاني أيضًا من ألبومها في المركز الأول ولكن خلال فترة أقل بين 2016-17. كما أن 
ريهانا
 هي الفنانة الوحيدة التي احتلت خمس أغنيات لها المركز الأول في السنة واحدة.
[
4
]
[
5
]
```